# 文山区

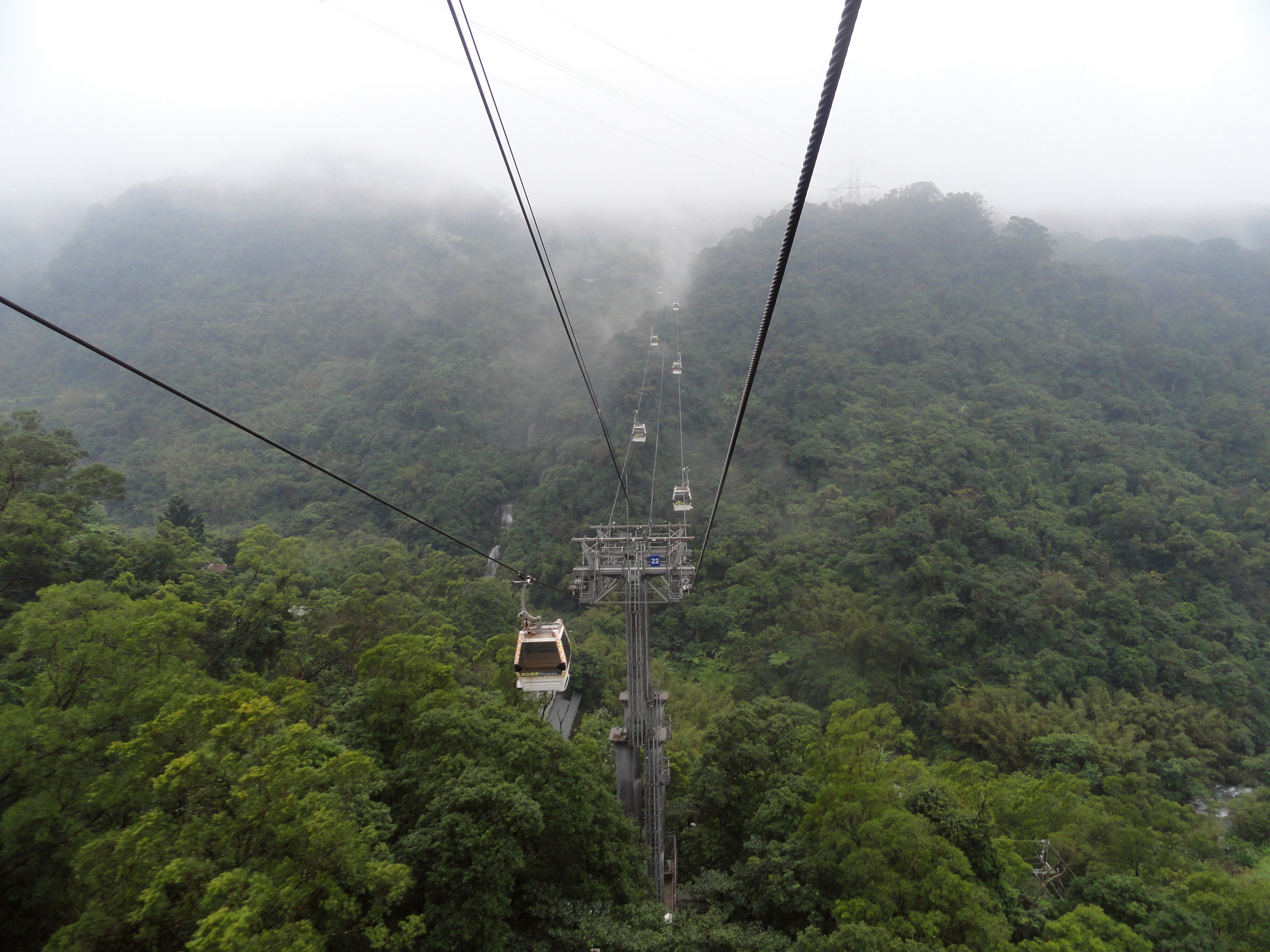
猫空ロープウェイ

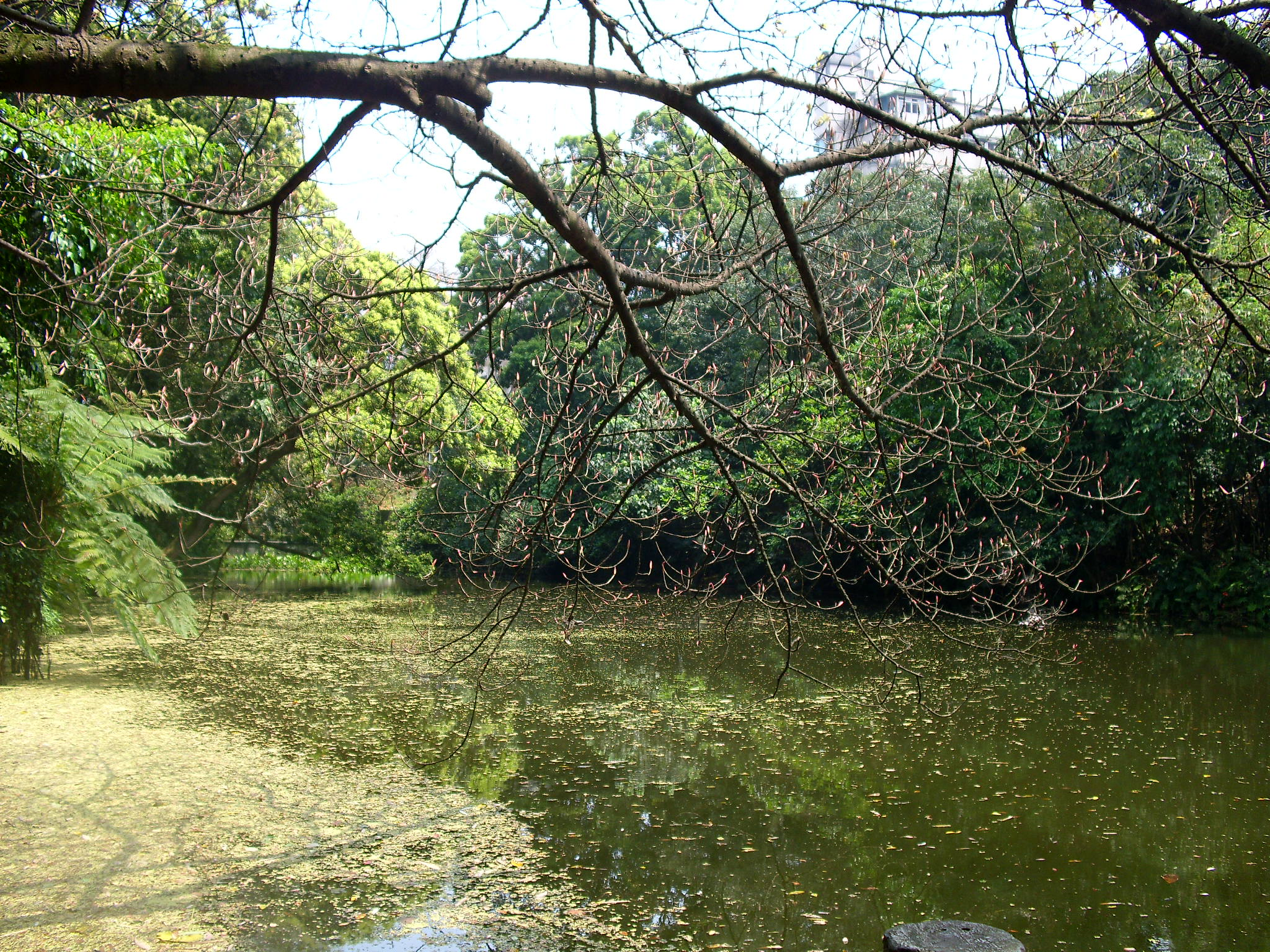
木柵公園の翠湖

文山区（ウェンシャン/ぶんざん-く）は、台北市の市轄区。

## 歴史
清代の光緒初年に台北府が設置された際、文山地区は淡水庁に属していた。日本統治時代に台北州文山郡と改められ、深坑庄の下で管轄されることとなった。
戦後の1950年3月1日に政府は深坑郷を景美、木柵、深坑の3郷に分割したが、1990年3月12日の行政区再編で景美と木柵が合併し文山区が誕生した。

## 下部行政区域
| 地区   | 里 |
| ------ | --- |
| 景美   | 景美里、景行里、景東里、景慶里、景仁里、景華里、万有里、万祥里、万隆里、万年里、万和里、万盛里             |
| 興隆   | 興豊里、興光里、興家里、興得里、興業里、興安里、興福里、興旺里、興泰里、興昌里、興邦里                     |
| 木柵   | 木柵里、木新里、明義里里長、明興里、順興里、忠順里、樟新里、樟脚里、試院里、華興里、樟林里、樟文里、樟樹里 |
| 万芳   | 万芳里、万美里、博嘉里                                                                                     |
| 二格山 | 万興里、指南里、老泉里、政大里                                                                             |

## 歴代区長
| 区長姓名 | 区長任期                       | 備考 |
| -------- | ------------------------------ | ---- |
| 楊勝雄   | 1990年3月12日 － 1996年2月1日  |      |
| 陳其墉   | 1996年2月1日 － 1999年3月15日  |      |
| 余星華   | 1999年3月17日 － 2000年7月17日 |      |
| 葉金福   | 2000年7月17日 － 2004年7月10日 |      |
| 李美麗   | 2004年9月9日 － 2007年10月2日  |      |
| 蘇美珍   | 2007年10月3日 － 2010年2月28日 |      |
| 蔡培林   | 2010年3月1日 － 現任           |      |

2014年11月29日に実施された台北市長選において、無所属の柯文哲の得票率49.93%に対して、国民党の連勝文は47.78%を獲得し、国民党の支持基盤が強いとされる中においても文山区は特に国民党支持者が多い区として知られている。

## 交通
- 台北捷運文山線 辛亥駅 万芳医院駅 万芳社区駅 木柵駅 動物園駅
- 台北捷運新店線 万隆駅 景美駅
- 猫空ロープウェイ 動物園駅 （方向転換駅1）動物園内駅（方向転換駅2） 指南宮駅 猫空駅
- フォルモサ高速公路 木柵IC
- 国道3号甲線 萬芳IC
- 台9線

## 教育

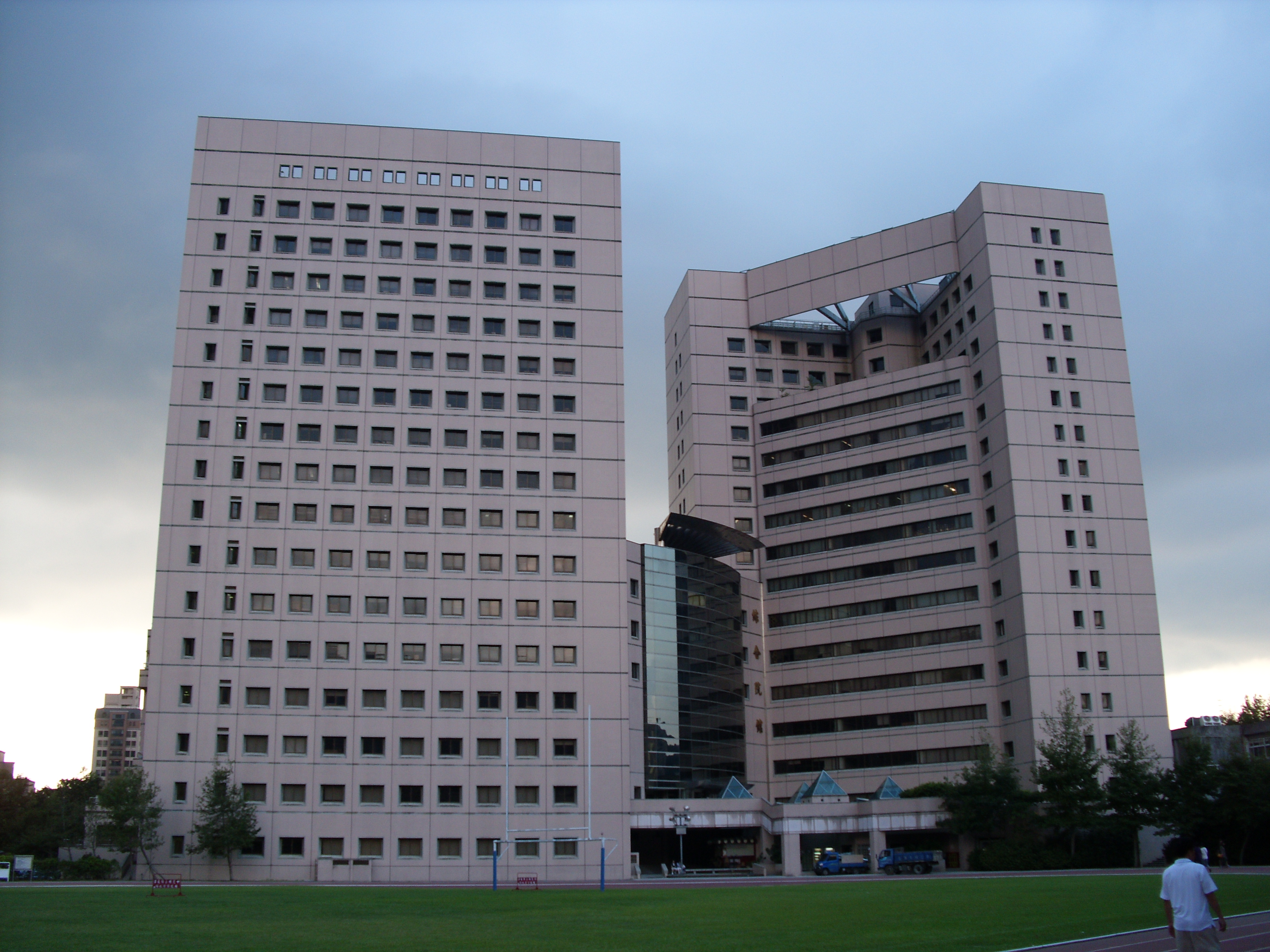
国立政治大学の総合院館

### 大学
- 国立政治大学
- 国立台湾師範大学（校分部）
- 台湾警察専科学校
- 世新大学
- 中国科技大学

### 高級職専学校
- 台北市立木柵高級工業職業学校 (木柵高工)
- 台北市私立再興中学

### 高級中学
- 国立政治大学附属中学
- 台北市立景美女子高級中学
- 台北市立万芳高級中学
- 台北市私立景文高中
- 台北市私立滬江高中
- 台北市私立大誠高中
- 台北市私立東山中学

### 国民中学
- 国立政治大学附属中学
- 台北市立実践国民中学
- 台北市立北政国民中学
- 台北市立景美国民中学
- 台北市立興福国民中学
- 台北市立景興国民中学

- 台北市立木柵国民中学
- 台北市立万芳高級中学
- 台北市立東山中学附属国民中学
- 私立静心国民中学
- 私立再興中学
- 私立景文高級中学

### 国民小学
- 国立政治大学実験小学
- 台北市立景美国民小学
- 台北市立武功国民小学
- 台北市立興徳国民小学
- 台北市立渓口国民小学
- 台北市立興隆国民小学
- 台北市立志清国民小学
- 台北市立景興国民小学

- 台北市立木柵国民小学
- 台北市立永建国民小学
- 台北市立実践国民小学
- 台北市立博嘉国民小学
- 台北市立指南国民小学
- 台北市立明道国民小学
- 台北市立万芳国民小学
- 台北市立力行国民小学

- 台北市立万興国民小学
- 台北市立万福国民小学
- 台北市立興華国民小学
- 台北市立辛亥国民小学
- 私立静心小学
- 私立中山小学
- 私立再興高級中学附属小学

### 幼稚園
- 国立政治大学実験小学附属幼稚園
- 台北市立志清国民小学附属幼稚園
- 台北市立博嘉国民小学附属幼稚園
- 台北市立木柵国民小学附属幼稚園
- 台北市立興華国民小学附属幼稚園
- 台北市立渓口国民小学附属幼稚園
- 台北市立明道国民小学附属幼稚園
- 台北市立景興国民小学附属幼稚園
- 台北市立辛亥国民小学附属幼稚園
- 台北市立力行国民小学附属幼稚園
- 台北市立興徳国民小学附属幼稚園
- 台北市立興隆国民小学附属幼稚園
- 台北市立武功国民小学附属幼稚園

- 台北市立万福国民小学附属幼稚園
- 台北市立指南国民小学附属幼稚園
- 台北市立万興国民小学附属幼稚園
- 台北市立万芳国民小学附属幼稚園
- 私立再興高級中学附属幼稚園
- 私立中山小学附属幼稚園
- 私立静心小学附属幼稚園
- 仁美幼稚園
- 書宜幼稚園
- 幼幼幼稚園
- 佳育幼稚園
- 青青幼稚園
- 台北市立景美国民小学附属幼稚園

- 家家幼稚園
- 小獅王幼稚園
- 若石幼稚園
- 全能幼稚園
- 恵生幼稚園
- 宛的弗幼稚園
- 華園幼稚園
- 樹人幼稚園
- 霊糧幼稚園
- 聖愛幼稚園
- 興隆幼稚園
- 文山特教学校附属幼稚園

### 特殊学校
- 文山特殊教育学校

## 観光

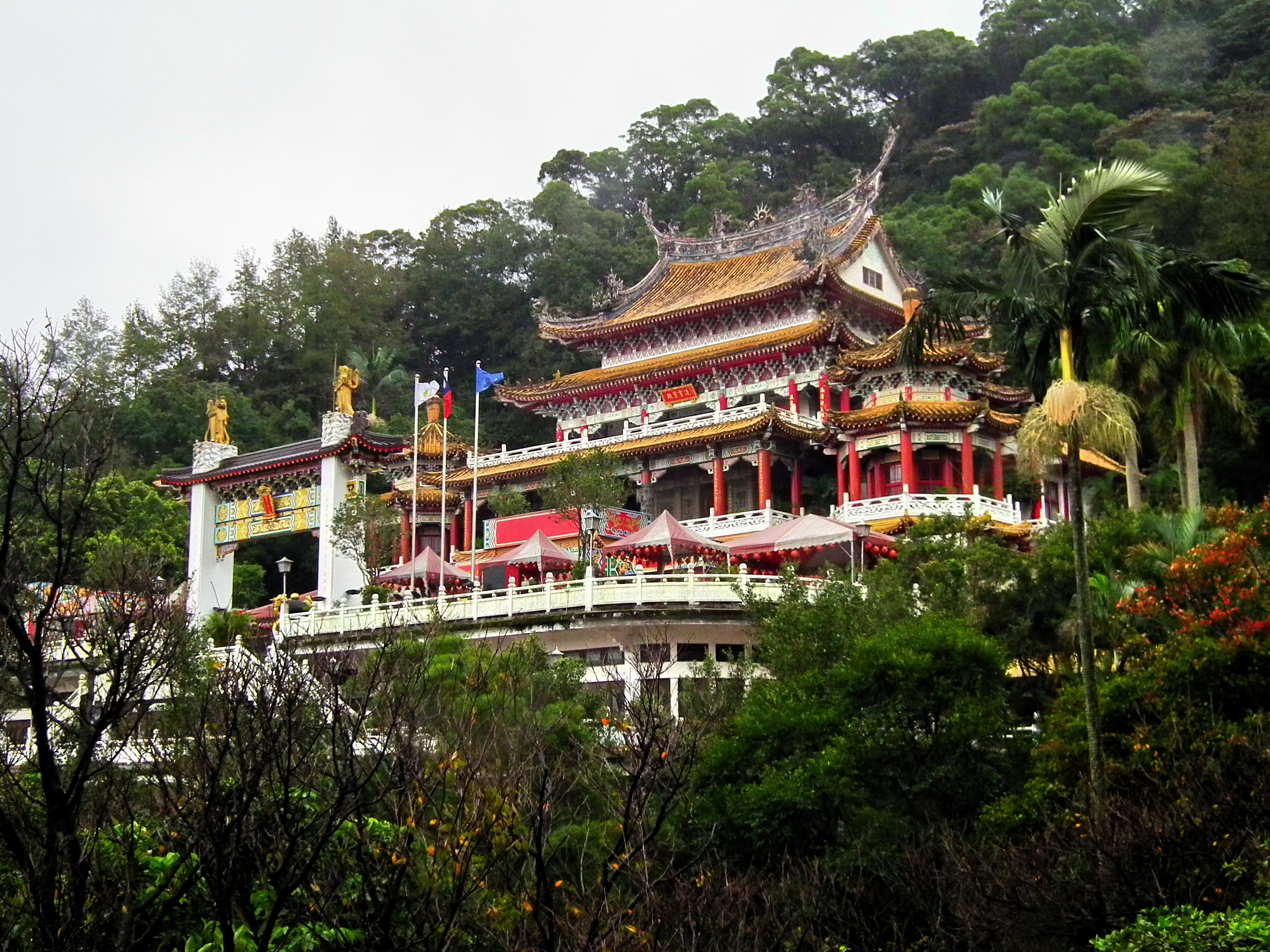
指南宮の凌霄宝殿

- 台北市立動物園
- 猫空
- 樟山寺（中国語版）
- 指南宮（中国語版）
- 仙跡岩（中国語版）
- 興隆公園（中国語版）
- 十五份遺跡（中国語版）